# Championnats d'Europe de gymnastique rythmique 2012
Navigation
Minsk 2011 Vienne 2013
Les 28es championnats d'Europe de gymnastique rythmique ont lieu à Nijni Novgorod, en Russie, du 30 mai au 3 juin 2012.

## Médaillées
| Épreuve                                          | Or | Argent | Bronze |
| ------------------------------------------------ | --- | --- | --- |
| Seniors                                          | | | |
| Concours général individuel résultats détaillés  | Evgeniya Kanaeva (RUS) | Alexandra Merkulova (RUS) | Aliya Garayeva (AZE)                                                                                            |
| Concours général en groupe résultats détaillés   | Russie Anastasia Bliznyuk Uliana Donskova Ksenia Dudkina Olga Ilina Alina Makarenko Karolina Sevastyanova                    | Biélorussie Maryna Hancharova Anastasiya Ivankova Nataliya Leshchyk Aliaksandra Narkevich Kseniya Sankovich Alina Tumilovich | Italie Elisa Blanchi Romina Laurito Marta Pagnini Elisa Santoni Anzhelika Savrayuk Andreea Stefanescu           |
| 5 ballons résultats détaillés                    | Russie Anastasia Bliznyuk Uliana Donskova Ksenia Dudkina Olga Ilina Alina Makarenko Karolina Sevastyanova                    | Biélorussie Maryna Hancharova Anastasiya Ivankova Nataliya Leshchyk Aliaksandra Narkevich Kseniya Sankovich Alina Tumilovich | Bulgarie Reneta Kamberova Mihaela Maevska Tsvetelina Naydenova Elena Todorova Hristiana Todorova Katrin Velkova |
| 3 rubans + 2 cerceaux résultats détaillés        | Biélorussie Maryna Hancharova Anastasiya Ivankova Nataliya Leshchyk Aliaksandra Narkevich Kseniya Sankovich Alina Tumilovich | Bulgarie Reneta Kamberova Mihaela Maevska Tsvetelina Naydenova Elena Todorova Hristiana Todorova Katrin Velkova              | Italie Elisa Blanchi Romina Laurito Marta Pagnini Elisa Santoni Anzhelika Savrayuk Andreea Stefanescu           |
| Juniors                                          | | | |
| Concours général par équipes résultats détaillés | Russie Diana Borisova Yana Kudryavtseva Yulia Sinitsyna Aleksandra Soldatova                                                 | Biélorussie Elena Bolotina Katsiaryna Halkina Maria Kadobina                                                                 | Géorgie Gabriela Khvedelidze Salome Pazhava Sophio Pharulava                                                    |
| Cerceau résultats détaillés                      | Diana Borisova (RUS) | Elena Bolotina (BLR) | Nilufar Niftaliyeva (AZE)                                                                                       |
| Ballon résultats détaillés                       | Yana Kudryavtseva (RUS) | Katsiaryna Halkina (BLR) | Anastasiia Mulmina (UKR)                                                                                        |
| Massues résultats détaillés                      | Yulia Sinitsyna (RUS) | Maria Kadobina (BLR) | Gabriela Khvedelidze (GEO)                                                                                      |
| Ruban résultats détaillés                        | Aleksandra Soldatova (RUS)                                                                                                   | Katsiaryna Halkina (BLR) | Gulsum Shafizada (AZE)                                                                                          |